# James Audley
James Adley (cc. 1318 – Fontenay-le-Comte, 1369. augusztus 23.) a Térdszalagrend alapító lovagja volt, aki tevékeny részt vállalt az angolok oldalán a százéves háborúban.

## Élete
Apja az Oxfordshireben található Stratton Audley-i Sir James Audley volt. Katonai karrierjét 1346-ban kezdte, amikor Eduárd walesi herceg kíséretének tagjaként részt vett a trónörökös lovaggá avatásán. Augusztus 26-án harcolt a crécyi csatában, majd Calais ostromában, amely 1347 augusztusában fejeződött be angol sikerrel. Alapító tagja lett a Térdszalagrendnek, és valószínűleg részt vett az 1350-es winchelsea-i tengeri ütközetben, majd következő évben a St.-Jean-d'Angély helyőrség felszabadításában. 1351 júniusában Londonban tartózkodott Eduárddal. Szolgálataiért évi 80 fontos járadékot kapott.
Audley 1355-ben elkísérte a herceget Aquitaniába. Részt vett a fosztogató akciókban a franciák által ellenőrzött területeken, és John Chandosszal betört az Armanaci Grófságba, Toulouse környékén. A következő évben, ismét Chandosszal, Moissac erődjét bázisul használva betört a Périgord-tól délre eső területekre.
A poitiers-i csatában az első sorokban harcolt, és súlyosan megsebesült. Több forrás is megerősíti, hogy a lovagra az ütközet után találtak rá. A súlyosan sebesült lovagot a Fekete Herceghez vitték, aki megszakította vacsoráját a foglyul ejtett II. János francia királlyal. A csatában nyújtott hősiességéért később évi 400 fontos járadékot és Orélon báróságát kapta meg.
1359-60-ban részt vett a herceg reimsi offenzívájában, és jelen volt a bretagne-i szerződés aláírásán 1360-ban. Egy rövid angliai látogatás után 1362-ben ismét Eduárd aquitaniai udvarában tartózkodott. 1367-ben James Adley Bordeaux-ban maradt mint Aquitania kormányzója, miközben a Fekete Herceg Kasztíliába vonult seregével, hogy I. Péter kasztíliai király javára döntse el a trónért folyó harcot. 1369-ben Poitou-ban és Limousinban volt katonai parancsnok, és III. Eduárd fiával, Yorki Edmunddal megostromolta La Roche-sur-Yont. Miután a város elesett, visszavonult Fontenay-le-Comte-ba, ahol augusztus 23-án meghalt. Poitiers-ben temették el.